# Baby Baby (Corona)
Baby Baby is een nummer van de Italiaanse eurodancegroep Corona uit 1995. Het is de tweede single van hun debuutalbum The Rhythm of the Night.
Het nummer is een cover van "Babe Babe" van Joy & Joyce. "Baby Baby" werd in veel Europese landen een (grote) danshit. In Italië behaalde het de nummer 1-positie. In het Nederlandse taalgebied was het nummer iets minder succesvol. In de Nederlandse Top 40 behaalde het een bescheiden 22e positie en Alarmschijf. In de Vlaamse Ultratop 50 kwam het slechts tot de 46e positie.